# Klement Gottwald
Klement Gottwald (23 de novembre de 1896, Dědice (Vyškov), Moràvia del Sud, aleshores a l'Imperi Austrohongarès (actualment a la República Txeca) - Praga 14 de març de 1953) fou un polític comunista, durant molts anys dirigent del Partit Comunista de Txecoslovàquia (KSČ o CPCz o CPC), primer ministre i president de Txecoslovàquia.

## Carrera dins del Partit

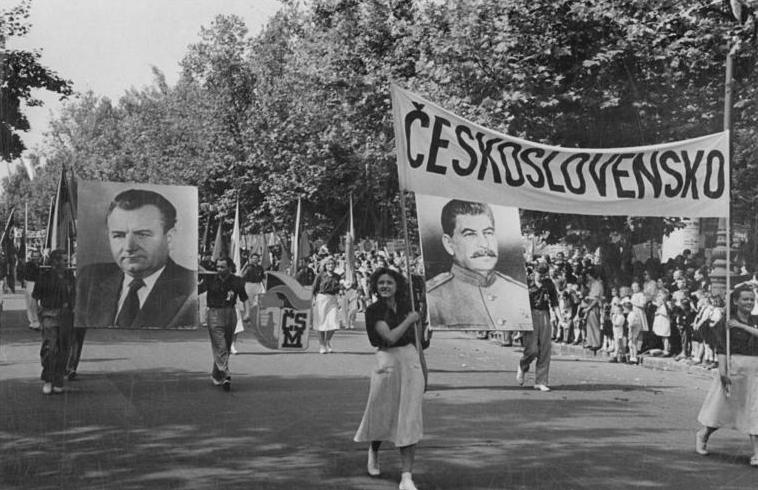
Celebració del Dia Internacional de la Infància de 1949, a Budapest, Hongria. La foto mostra la delegació de Txecoslovàquia; a l'esquerra hi ha un retrat Gottwald, a la dreta, de Stalin

Ebenista de professió, Gottwald fou un dels que el 1921 fundaren el KSC; entre 1921 i 1926, n'edità el diari i fou delegat del Partit a Eslovàquia; el 1925, esdevingué membre del Comitè Central, entre 1926 i 1929 dirigí el comitè central polític i de propaganda del comitè central del KSC; el 1929, fou elegit diputat del parlament txecoslovac com també esdevingué secretari general del Partit, i, entre 1935 i 1943, secretari de la Komintern. Durant la Segona Guerra Mundial, va estar refugiat a Moscou, on va actuar com a líder de la resistència comunista. El 1945, esdevingué president del partit.

## Presa del poder
El març de 1945, Edvard Beneš, qui, entre 1935 i 1938, havia estat president de Txecoslovàquia i, des del 1941, cap del govern a l'exili constituït a Londres, va acceptar formar un govern de coalició amb Gottwald, qui, després de les eleccions de 1946, esdevingué primer ministre. Després del Cop d'Estat de Praga de febrer de 1948, el 9 de maig el Parlament aprovà una nova constitució (la Constitució del 9 de Maig), que el president Beneš es va negar a firmar. El 7 de juny, Beneš va dimitir i, el dia 14, el parlament designà Gottwald nou president de Txecoslovàquia.

## Els Processos de Praga
Seguint la seva línia estalinista, va nacionalitzar tota la indústria i va col·lectivitzar l'agricultura. Arran de la resistència que trobà dins del govern a la influència soviètica en la vida política txecoslovaca, Gottwald va iniciar un procés de purgues primer per fer fora del govern els no comunistes i, després, per eliminar-ne els comunistes dissidents; així, en els Processos de Praga, celebrats el 20 de novembre de 1952, es va sotmetre a un judici-farsa Rudolf Slánský, fins aleshores secretari general del partit, i tretze dirigents comunistes més, onze dels quals jueus, acusant-los de participar en una conspiració trotskista, titista i sionista. Entre els processats, a més de Slánský, hi hagué Vlado Clementis, ministre d'afers exteriors, i Gustáv Husák, responsable del partit a Eslovàquia. Al final, onze dels acusats, entre els quals Clementis i Slánský, foren executats i els altres condemnats a presó perpètua; Husák fou rehabilitat el 1963 i esdevingué president de Txecoslovàquia el 1975.
Una conseqüència dels processos de Praga fou el fet que Milan Kundera explica a El llibre del riure i del perdó: una fotografia presa el 21 de febrer de 1948 on Vladimír Clementis hi surtia al costat de Gottwald fou retocada el 1950 per fer-hi desaparèixer Clementis, aleshores ja caigut en desgràcia.

## Mort
Gottwald va morir el 1953, només cinc dies després d'haver assistit a Moscou als funerals de Stalin. Segons sembla, la causa de la mort fou la malaltia de la sífilis, agreujada per l'alcoholisme. Aleshores, fou succeït per Antonín Zápotocký, primer ministre des de 1948.

## Culte a la personalitat
A la mort de Gottwald, se li va erigir un mausoleu al lloc del monument a Jan Žižka, al districte de Žižkov (Praga); com que havia mort de sífilis, el procés d'embalsamament no resultà efectiu i el cadàver es descompongué; per això, el 1962 fou retirat i incinerat.
La ciutat de Zlín (Moràvia) dugué el nom de Gottwaldov des de 1949 fins a 1990, igual com la ciutat ucraïnesa de Zmiiv va ser anomenada Hotvald des de 1976 fins a 1990. A Bratislava (Eslovàquia) també va haver-hi una avinguda Gottwald.